# ترانه شرقی
ترانه شرقی، ناشر موسیقی ایرانی است که در سال ۱۳۷۸ خورشیدی، بنیان‌گذاری شده‌است.